# Barnaba Cagnoli
Barnaba Cagnoli, O.P. (Vercelli, c. 1262 – Paris, 10 de janeiro de 1332) foi um frade italiano. Foi provincial da Lombardia duas vezes, de 1305 a 1313 e de 1319 a 1324. Em 5 de outubro de 1317, foi nomeado inquisidor da diocese de Asti e de todo Piemonte, cargo onde foi zeloso defensor da fé com grandes louvores e glórias para a sua ordem. Após o segundo mandato como provincial, foi nomeado legado papal para o Piemonte, pelo Papa João XII, conseguindo a união e a paz entre os príncipes da região.[carece de fontes?] Em 3 de junho de 1324, foi eleito Mestre-Geral da Ordem dos Pregadores, cargo que desempenhou até sua morte em 1332.